# Jean Dupuy (Rugbyspieler)
Jean Dupuy, genannt Pipiou, (* 25. Mai 1934 in Vic-en-Bigorre, Département Hautes-Pyrénées; † 27. Oktober 2010 ebenda) war ein französischer Rugby-Union-Spieler.
Dupuy begann seine Karriere im Alter von 19 Jahren bei Tarbes Pyrénées Rugby, wo er rasch zu einem gefürchteten linken Flügelspieler wurde. Im Alter von 21 Jahren wurde er zum ersten Mal in die französische Nationalmannschaft berufen, für die er von 1956 bis 1964 insgesamt 40 Länderspiele absolvierte. Nach seinem Karriereende führte er in seinem Heimatort eine Kneipe namens „Chez Pipiou“.